# 坂崎千春
坂崎 千春（さかざき ちはる、1967年〈昭和42年〉12月29日 - ）は、日本のイラストレーター・絵本作家。千葉県市川市出身。東京藝術大学美術学部デザイン学科卒業。著作では平仮名表記の「さかざきちはる」を使用している場合もある。

## 来歴
父親は千葉工業大学の教員だった。幼少時は月に2度は『スヌーピー』のコミックスを土産として買ってきてくれるのを楽しみにしていた。また地元の図書館に通い『クマのプーさん』など動物が登場する挿絵入りの本を読みふけり、動物の絵を画用紙に夢中で描いていた。
大学在籍時はグラフィックデザイン専攻だったが、グラフィック展などに入賞するようなかっこいいデザインやメカニックなものは苦手で、昔から好きな動物を中心に描く、白のバック地で描く、モノトーンで描く、というように自分の描けるものを提出していたら、少しずつ評価を得られるようになっていったとのこと。
文房具会社のデザイナーを経て、1998年よりフリーのイラストレーター・絵本作家となる。絵本制作のほか、企業・団体の広告や書籍・雑誌の挿絵、キャラクターデザイン、商品開発などを多数手掛けている。

## ペンギン
坂崎の代表キャラクターの1つにペンギン（モデルはアデリーペンギン）がある。
絵本作家としてのデビュー作である1998年3月発行の「ペンギンゴコロ」（文溪堂、ISBN 4-89423-202-2）にはじまり、ペンギンを主人公にした絵本作品がシリーズ化されている。「ペンギンゴコロ」「ペンギンスタイル」「ペンギンジャンプ」に登場するペンギンは名前がないが、「ペンギンのおかいもの」では「スイッピ」と名づけられている。同作品にはスイッピの弟として「ちびすけ」という雛鳥のペンギンも登場している。坂崎はペンギンについて「直立していて人間を投影できる面白さが好き」と語っている。
2001年、東日本旅客鉄道（JR東日本）の非接触型ICカード「Suica」サービス開始時より発表されたマスコット、通称「Suicaのペンギン」は特に有名である。なおSuicaのペンギン以前から上記の絵本作品は発表されており、一部ではSuicaのペンギンを「スイッピ」と呼ぶ人もいたが、「名前はなく、ただSuicaのペンギンと呼ばれています」とのことであり、これは誤りである。

## 主な作品

### 書籍
- ハッピーバースデー ディア（1997年 ジーシープレス）（ばんばりえとの共著）
- カニの子どもが本を読んでます（1998年 文渓堂）（文・金森三千雄）
- 海底列車にのって（1999年 文渓堂）（文・金森三千雄）
- ひとりぼっちのくま（1999年 フェリシモ出版）（久美沙織との共著）
- ぴーちゃんの歌 （2000年 青春出版社）
- 捨て犬のココロ（2001年 WAVE出版）（写真・藤本雅秋）[6]
- ワンワンワン　捨て犬たちの小さなおはなし（2002年 WAVE出版）[6]
- ずっと、あなたのそばにいるよ（2003年 リヨン社）
- うさぎのひなぎく（2003年 WAVE出版）[6]
- うさこちゃん（2003年 WAVE出版）（写真・藤本雅秋）[6]
- 回文の国へようこそ（2003年 中央公論社）
- ツボ指圧（マッサージ）でわんこ元気!（2003年 幻冬舎）（文・石野孝）
- 授かる 不妊治療と子どもをもつこと（2004年 朝日新聞社）（文・堤治）
- ひみつのお茶会（2004年 集英社）
- 100万匹目の羊（2004年 中央公論社）[7]
- きっと、自分を好きになる（2004年 PHP研究所）（文・山崎房一）
- ねえ、マリモ（2005年 講談社）（文・やまだけいた） [8]
- 金魚の恋（2005年 中央公論社）
- クウネルがゆく（2005年 マガジンハウス）[7]
- ゆるハムさん（2005年 WAVE出版）（写真・藤本雅秋）[6]
- 片想いさん（2006年 WAVE出版）[6]
- まんまるちゃん（2008年 WAVE出版）（写真・藤本雅秋）[6]
- ペンギンさん、うさこ、パンダちゃんの女子ゴコロ（2011年 オレンジページ）
- まみむめもんち（2012年 小学館）（幼児向け雑誌「ベビーブック」「めばえ」「幼稚園」にて2011年4月号から連載）[9]
- 迷子の星座たち（2014年 祥伝社）[10]
- いたずらBOOK ぷに!（0歳からのあかちゃんえほん） （2014年 ポプラ社）
- いたずらBOOK ずぼ!（0歳からのあかちゃんえほん）  （2014年 ポプラ社）
- はじめてのことば1　だいじ（2015年 WAVE出版）
- はじめてのことば2　おいしいね（2015年 WAVE出版）
- がんばれ ちびゴジラ（2018年 講談社）
- なかよし ちびゴジラ（2019年 講談社）

#### ペンギンシリーズ
- ペンギンゴコロ（1998年 文渓堂）
- ペンギンスタイル（1999年 文渓堂）
- ペンギンジャンプ（2000年 文渓堂）
- 恋するペンギン（2003年 ぴあ）（鎌倉文也との共著）
- ペンギンブック（2006年 幻冬舎）
- ペンギンのゆうえんち（2008年　幻冬舎、2014年 WAVE出版）[7]
- ペンギンの恋日和（2008年 河出書房新社）（写真・鎌倉文也）[7]
- ペンギンのおかいもの（2014年 WAVE出版）[6]
- ペンギンうらない（2018年 文響社）

#### 装丁
- 今昔秀歌百撰（特定非営利活動法人 文字文化協會）[11]
- 形や色のチーロさん（日本文教出版の教科書のキャラクター）[12]

#### 作品集
- イラストのこと、キャラクターデザインのこと。（ビー・エヌ・エヌ新社 2011年）
- いきものとイラスト - キャラクターデザインから本づくりまで。（ビー・エヌ・エヌ新社 2018年）

### キャラクターデザイン
- クウネルくん（マガジンハウス「ku:nel」）
- チーバくん（ゆめ半島千葉国体マスコット、千葉県マスコット）[4]
- クロロとバララ（ガーデニングシティいちかわオリジナルキャラクター）
- アートくんとメロディーさん（市川市文化振興財団公式キャラクター）
- ALAちゃん（コスモ石油）
- カクカク・シカジカ（ダイハツ・ムーヴコンテ）
- アカブタ親子（ネスレ日本「ネスカフェ ゴールドブレンド カフェインレス」）
- ぷうちゃん（昭文社「ことりっぷ海外版」）
- チバニー（千葉工業大学)
- きつつき（三遊亭きつつき 改メ 四代目三遊亭萬橘 キャラクター）
- マードック、チューイ （YKK AP 「宇宙ネコ マードックの冒険」）
- イソジンファミリー（ムンディファーマ「イソジン」）
- クロネコ・シロネコ（ヤマトグループ）[13]
- ちびゴジラ （東宝）[14]